# Y Fenni
El Y Fenni es un tipo de queso galés consistente en queso cheddar mezclado con granos de mostaza y ale. Su denominación procede del nombre galés de Abergavenny, una ciudad mercado de Monmouthshire (sureste de Gales). Cuando el Y Fenni se recubre con cera roja también se denomina Red Dragon, nombre procedente del dragón de la bandera de Gales.